# Gone Troppo
| 평가 점수                     | 평가 점수    |
| 출처                          | 점수         |
| ----------------------------- | ------------ |
| AllMusic                      | [ 1 ]        |
| Billboard                     | (favourable) |
| Encyclopedia of Popular Music | [ 3 ]        |
| Goldmine                      | (favourable) |
| Mojo                          | [ 5 ]        |
| The Music Box                 | [ 6 ]        |
| People                        | (favourable) |
| Rolling Stone (1983)          | [ 8 ]        |
| Rolling Stone (2004)          | [ 9 ]        |
| Uncut                         | [ 10 ]       |

《Gone Troppo》는 영국의 싱어송라이터 조지 해리슨의 열 번째 스튜디오 음반으로, 1982년 11월 5일, 다크 호스 레코드가 발매했다. 싱글로 발매된 〈Wake Up My Love〉와 1981년 핸드메이드 필름 제작 《4차원의난장이E.T》의 주제곡이었던 〈Dream Away〉가 수록되어 있다. 해리슨은 레이 쿠퍼와 전 비틀즈 엔지니어 필 맥도널드와 함께 음반을 프로듀싱했다.
해리슨이 현대 음악계에 관심이 없고 발매를 홍보하기 꺼려하면서 《Gone Troppo》는 영국 차트 작성에 실패했고, 그것은 미국에서 20위 안에 들지 못한 그의 유일한 비틀즈 이후의 스튜디오 음반이었다. 이후 5년 동안, 그는 음악 활동에서 긴 휴식을 취했고, 사운드트랙 녹음만이 표면화되었다.

## 배경
1980년대 초까지 해리슨은 현재의 음악적 풍토가 소원해진다는 것을 알게 되었다. 1981년 음반 《Somewhere in England》는 존 레논의 헌정 히트곡 〈All That Years Ago〉의 도움으로 꽤 잘 팔렸으나, 미국에서는 비틀즈가 해체된 이후 미국 음반 산업 협회로부터 골드 인증을 받지 못한 해리슨의 첫 번째 음반이었다. 해리슨은 현재 녹음 계약이 남아 있는 상태에서 1982년 《Gone Troppo》를 녹음했지만 홍보나 두 싱글의 비디오 제작을 거부했다. 제목은 "gone mad or crazy due to tropical heat (열대열로 인해 미쳐있거나 미쳐있다)"거나 "gone mad (그냥 미쳐있다)"는 뜻의 호주 속어 표현이다.

## 발매
《Gone Troppo》는 1982년 11월 다크 호스 레코드에서 발행되었다. 해리슨의 다크 호스 레코드를 유통한 워너 브라더스 레코드는 음반 마케팅을 어떻게 해야 할지 막막했고, 발매를 홍보하지 못해 아티스트의 무관심에 부응했다. 이 음반은 미국에서 108위로 정점을 찍었고 영국에서는 전혀 차트에 오르지 못했다.
〈Wake Up My Love〉와 〈That's the Way It Goes〉는 해리슨의 《Best of Dark Horse 1976–1989》 음반에 포함되었고 타이틀곡은 1989년 컴필레이션의 콤팩트 디스크 버전에도 수록되었다. 2009년 커리어 스패닝 컬렉션인 《Let It Roll: Songs by George Harrison》에는 《Gone Troppo》의 곡이 수록되지 않았다. 〈That's the Way It Goes〉는 2002년 11월 콘서트 포 조지에서 조 브라운과 다른 음악가들에 의해 다뤄졌다.
2004년 《Gone Troppo》는 디럭스 박스 세트인 《The Dark Horse Years 1976–1992》과 별개로 리마스터링 및 재발행되었다. 이 재발행은 유일한 보너스 트랙으로 〈Mystical One〉의 데모 버전을 추가했다.

## 곡 목록
모든 곡들은 특별한 언급이 없는 한 조지 해리슨에 의해 작사/작곡하였다.

### 오리지널 발매
| #  | 제목                       | 작사·작곡       | 재생 시간 |
| -- | -------------------------- | --------------- | --------- |
| 1. | 〈Wake Up My Love〉        |                 | 3:34      |
| 2. | 〈That's the Way It Goes〉 |                 | 3:34      |
| 3. | 〈I Really Love You〉      | 르로이 스웨링언 | 2:54      |
| 4. | 〈Greece〉                 |                 | 3:58      |
| 5. | 〈Gone Troppo〉            |                 | 4:25      |

| #  | 제목                    | 재생 시간 |
| -- | ----------------------- | --------- |
| 1. | 〈Mystical One〉        | 3:42      |
| 2. | 〈Unknown Delight〉     | 4:16      |
| 3. | 〈Baby Don't Run Away〉 | 4:01      |
| 4. | 〈Dream Away〉          | 4:29      |
| 5. | 〈Circles〉             | 3:46      |

### 2004년 재발행
| #   | 제목                         | 재생 시간 |
| --- | ---------------------------- | --------- |
| 11. | 〈Mystical One (데모 버전)〉 | 6:02      |